# OGLE-2006-BLG-109L c
OGLE-2006-BLG-109L c ist ein Exoplanet, der den Stern OGLE-2006-BLG-109L alle 5100 Tage umkreist. Auf Grund seiner hohen Masse wird angenommen, dass es sich um einen Gasplaneten handelt.

## Entdeckung
Anders als die Mehrzahl aller Exoplaneten wurde dieser mit Hilfe der Microlensingmethode entdeckt.
Der Planet wurde vom OGLE-Projekt im Jahr 2008 entdeckt.

## Umlauf und Masse
Der Planet umkreist seinen Stern in einer Entfernung von ca. 4,6 Astronomischen Einheiten bei einer Exzentrizität von 0,11 und hat eine Masse von ca. 85,83 Erdmassen bzw. 0,27 Jupitermassen.